# 東濃鉄道駄知線
駄知線（だちせん）は、かつて岐阜県土岐市内の土岐市駅から東駄知駅までを結んでいた東濃鉄道の鉄道路線である。1972年に昭和47年7月豪雨による被害で運行休止となり、1974年に廃止された。

## 歴史
大正時代に駄知町の窯業経営者の籠橋休兵衛が主体に、建設沿線の主産業である陶磁器原料および製品を運搬する目的で駄知鉄道として敷設された。当初、国鉄中央本線建設時に現在のルートに対し、陶磁器産地ルート「岐阜県恵那郡大井（現恵那）- 恵那郡陶 - 岐阜県土岐郡駄知 - 土岐郡下石 - 土岐郡笠原 - 愛知県東春日井郡瀬戸」に変更する運動が駄知を中心に激しく行われたが結局現ルートとなり、中央本線につながる陶磁器運搬のための鉄道路線を望んでいた駄知町が計画した。当初駄知から一番近い瑞浪駅に接続する路線を計画したが、資金不足で免許が下りず、同じ陶磁器産地の下石町などの協力を得、現ルートで建設された。

### 水害による路線廃止
1972年（昭和47年）7月9日から同月13日にかけて発生した集中豪雨は、岐阜県下において駄知線沿線である東濃地方を中心として甚大な被害をもたらしたが、13日未明には土岐市 - 神明口間の土岐川にかかる土岐川橋梁が豪雨によって発生した異常出水のため流失した。そのため、同日より駄知線は全線運休となりバスによる代行輸送が実施された。
当初は復旧が検討されたことから、駄知線に所属する全車両のほか各種施設について温存措置が取られた。しかし、復旧に要する費用が莫大なものであったことと、当時は既にモータリゼーションの影響を受けて鉄道部門の採算が厳しい状況であったことから、費用対効果を鑑みて復旧は断念され、営業休止から2年強を経過した1974年（昭和49年）10月21日付で全線廃止となった。
東濃鉄道は笠原線も運行していたが、後に笠原線も廃止となり、鉄道事業を完全に廃止することとなった。しかし、社名を変更せずに、継続してバス運行事業を行っている。廃線後、東駄知駅・下石駅はバスロータリー、新土岐津駅は東濃鉄道の月極駐車場として利用されている。駄知駅は2019年9月まで、東濃鉄道土岐営業所として利用されていた。現在は、営業所としては廃止され、乗車券販売所が残る。駄知線の跡地は一部整備されて、歩行者専用道路となっている。

### 年表
- 1918年（大正7年）8月7日 - 軽便鉄道法により駄知軽便鉄道に対し土岐郡泉町より同郡駄知町に至る免許下付（発起人総代籠橋休兵衛）[3]
- 1919年（大正8年）
  - 3月28日 - 駄知鉄道株式会社設立（社長籠橋留次郎 休兵衛の養子）[4][5][6]
  - 4月10日 - 会社設立登記
- 1922年（大正11年）
  - 1月11日 - 駄知鉄道として、蒸気動力により新土岐津（初代）・下石間 (4.7km) 開業[7]
  - 10月10日 - 下石・山神間 (2.8km) 開業[8]
- 1923年（大正12年）1月22日 - 山神・駄知間 (1.6km) 開業[9]
- 1924年（大正13年）9月28日 - 駄知・東駄知間 (1.3km) 開業により全通[10]
- 1928年（昭和3年）3月1日 - 土岐津駅乗り入れに伴い0.2km延伸。それまで省線連絡駅だった新土岐津駅を0.5km駄知寄りに移設[11]。
- 1929年（昭和4年）
  - 1月 - ガソリン動力併用認可
  - 4月15日 - 神明口駅開業
- 1932年（昭和7年）3月18日 - 小川町停留場開業
- 1942年（昭和17年） - 駄知・東駄知間旅客営業休止[12]
- 1944年（昭和19年）
  - 3月1日  - 笠原鉄道などと合併し、東濃鉄道設立。同社駄知線となる
  - 4月19日  - 小川町停留場の運輸営業休止を申請（5月10日承認）
- 1945年（昭和20年）5月23日  - 新土岐津駅および小川町停留場の運輸営業休止許可を申請[注釈 1]
- 1950年（昭和25年）- 7月1日 全線電化
- 1965年（昭和40年）7月1日 - 国鉄とともに、土岐津駅を土岐市駅に改称
- 1972年（昭和47年）7月13日 - 昭和47年7月豪雨による橋梁流失に伴い全線で営業休止
- 1974年（昭和49年）10月21日 - 営業休止状態のまま、全線廃止

## 路線データ
廃止時点
- 路線距離（営業キロ）：10.4km
- 軌間：1067mm
- 駅数：7駅
- 複線区間：なし（全線単線）
- 電化区間：全線（直流1500V）
  - 下石変電所、水銀整流器（500kW）2台[13]
- 閉塞方式：タブレット閉塞式（土岐市 - 駄知間）、スタフ閉塞式（駄知 - 東駄知間）[14]

## 運転
1962年（昭和37年）現在
旅客列車
上下各20本（うち土岐津 - 駄知間上り1本、土岐津 - 下石上下各1本）、他に駄知 - 東駄知に出入庫上下各2本
全線所要約25分
貨物列車
上下各4本

## 輸送・収支実績
| 年度 | 乗客（人） | 貨物量（トン） | 営業収入（円） | 営業費（円） | 益金（円） | その他益金（円） | その他損金（円）            | 支払利子（円） | 政府補助金（円） |
| ---- | ---------- | -------------- | -------------- | ------------ | ---------- | ---------------- | --------------------------- | -------------- | ---------------- |
| 1922 | 192,578    | 25,263         | 39,994         | 34,226       | 5,768      |                  |                             |                |                  |
| 1923 | 255,423    | 68,493         | 89,046         | 74,792       | 14,254     |                  |                             | 6,611          | 25,529           |
| 1924 | 264,344    | 78,659         | 104,320        | 63,713       | 40,607     |                  | 雑損3,562                   | 43,749         | 47,513           |
| 1925 | 269,817    | 88,677         | 106,510        | 79,558       | 26,952     |                  |                             | 42,280         | 49,423           |
| 1926 | 258,118    | 81,568         | 102,944        | 75,085       | 27,859     |                  | 243                         | 43,241         | 51,005           |
| 1927 | 236,564    | 89,847         | 101,519        | 73,414       | 28,105     |                  | 雑損3,285                   | 34,417         | 51,538           |
| 1928 | 264,699    | 101,065        | 119,409        | 75,913       | 43,496     |                  | 雑損9,326                   | 30,736         | 41,970           |
| 1929 | 261,456    | 102,692        | 111,564        | 90,830       | 20,734     |                  | 雑損1,920                   | 26,880         | 58,070           |
| 1930 | 225,139    | 80,489         | 83,671         | 73,324       | 10,347     |                  | 雑損176                     | 24,016         | 60,399           |
| 1931 | 202,006    | 83,317         | 77,335         | 61,615       | 15,720     |                  | 雑損1,369自動車1,399        | 21,768         | 52,707           |
| 1932 | 178,141    | 97,804         | 77,321         | 57,844       | 19,477     |                  | 雑損償却金16,482自動車1,496 | 18,010         | 22,057           |
| 1933 | 203,888    | 118,940        | 90,039         | 53,506       | 36,533     |                  | 雑損償却金18,897自動車1,747 | 15,775         |                  |
| 1934 | 216,536    | 127,715        | 95,403         | 64,554       | 30,849     |                  | 雑損償却金14,828自動車833   | 14,721         |                  |
| 1935 | 232,521    | 124,157        | 93,431         | 65,727       | 27,704     |                  | 1,598雑損償却金13,402       | 13,939         |                  |
| 1936 | 251,537    | 129,555        | 99,335         | 64,996       | 34,339     |                  | 雑損償却金16,194自動車2,142 | 15,879         |                  |
| 1937 | 284,632    | 132,942        | 101,616        | 71,517       | 30,099     | 自動車327        | 雑損22,037自動車5,331       | 14,787         | 2,844            |
| 1939 | 375,160    | 160,158        |                |              |            |                  |                             |                |                  |
| 1941 | 644,920    | 183,556        |                |              |            |                  |                             |                |                  |
| 1943 | 929,300    | 183,228        |                |              |            |                  |                             |                |                  |
| 1945 | 1,788,871  | 78,601         |                |              |            |                  |                             |                |                  |

- 鉄道省鉄道統計資料、鉄道統計資料、鉄道統計、国有鉄道陸運統計各年度版

## 車両

### 電化前

#### 蒸気機関車
1形 (No.1, 2)
駄知鉄道自社発注の雨宮製作所製の20tのC形蒸気機関車。電化後も予備機関車として使用された。
11形 (No.11)
元国鉄2850形蒸気機関車 (2850) 。1923年（大正12年）譲受。1938年（昭和13年）11月、日曹炭鉱天塩砿業所専用鉄道に譲渡。
3形　(No.3)
元国鉄1225形蒸気機関車 (1225) 。1920年（大正9年）に白棚鉄道自社発注の日本車輌製造製の蒸気機関車。1950年（昭和25年）、建設省に譲渡。

#### 客車
ハフ1・2
駄知鉄道開業時に鉄道省から購入した明治16年と21年の神戸工場製ロ509.514。緩急車化改造後に入線。1943年後半に車体が新製される。電化後の1952年（昭和27年）に廃車。ハフ2は大阪窯業セメントに譲渡。
ハ3・4
1923年（大正12年）に購入した愛知電気鉄道の客車（68・69）。元は鉄道省イロ310・311。1939年（昭和14年）に廃車し、鹿本鉄道に売却。
ハ5
1927年（昭和2年）に購入した揖斐川電気の客車（ハ28）。元は養老鉄道（初代）が開業時に南海鉄道から購入した、は53（1899年日本車輌製）。1952年（昭和27年）廃車後大阪窯業セメントに譲渡。

### 電化後

#### 電気機関車
ED1000形 (ED1001)
電化時に新造された東芝製の凸形電気機関車。ただし、多くの私鉄に導入された東芝戦時型と異なりボンネットは箱形R付き。路線と運命を共にしている

#### 電車
モハ100形・クハ200形
モハ101・102は1950年（昭和25年）東芝製の自社発注車。クハ201 - 203は国鉄より払い下げを受けた買収国電（元南武鉄道100形）。路線廃止後は全車高松琴平電気鉄道へ譲渡された。
モハ110形・クハ210形
元西武鉄道モハ151形・クハ1151形。1964年（昭和39年）と1966年（昭和41年）の二度にわたって譲り受けたもので、モハ111-クハ211・モハ112-クハ212の2編成が在籍した。路線廃止後はモハ111-クハ211が総武流山電鉄（現・流鉄）へ、モハ112-クハ212が名古屋鉄道（名鉄）へそれぞれ譲渡された。

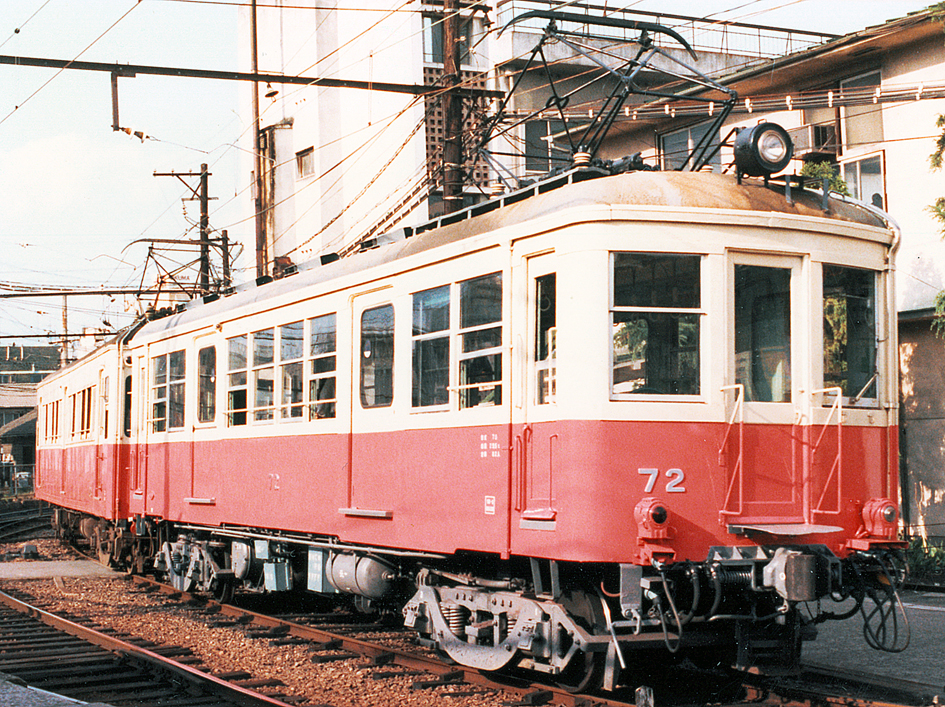
琴電譲渡後のモハ100形（瓦町駅）
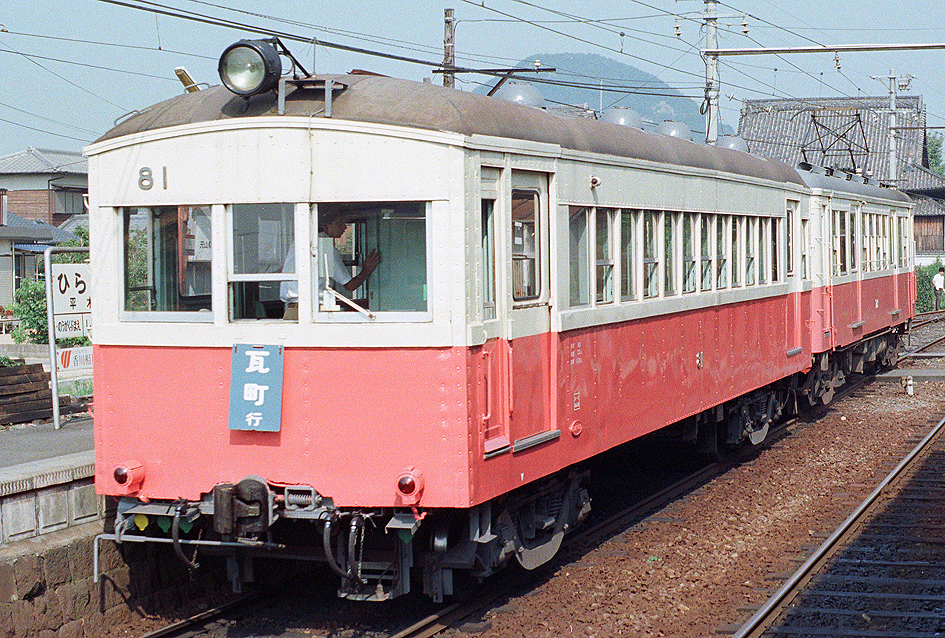
琴電譲渡後のクハ200形（平木駅）

## 駅一覧
- 廃止時点（今尾 (2008)に基づく）
- 全駅岐阜県土岐市に所在（1955年2月1日に各町が合併して土岐市が成立。以後は市内の地区となる）。

| 駅名           | 駅間キロ  | 営業キロ | 接続路線               | 所在地     |
| -------------- | --------- | -------- | ---------------------- | ---------- |
| 土岐市駅       | -         | 0.0      | 日本国有鉄道：中央本線 | 土岐津地区 |
| （新土岐津駅） | (0.7)     | (0.7)    | 1952年以前に廃止       | 土岐津地区 |
| 神明口駅       | 1.1 (0.4) | 1.1      |                        | 土岐津地区 |
| 土岐口駅       | 0.9       | 2.0      |                        | 土岐津地区 |
| 下石駅         | 2.7       | 4.7      |                        | 下石地区   |
| 山神駅         | 2.8       | 7.5      |                        | 下石地区   |
| 駄知駅         | 1.6       | 9.1      |                        | 駄知地区   |
| （小川町駅）   | (0.7)     | (9.8)    | 1946年以前に廃止       | 駄知地区   |
| 東駄知駅       | 1.3 (0.6) | 10.4     |                        | 駄知地区   |